# هشام بن محيي الدين ناظر
هشام محي الدين ناظر (31 أغسطس 1932 - 14 نوفمبر 2015) سياسي سعودي شغل منصب وزير التخطيط، ووزير البترول والثروة المعدنية في السعودية. وعين سفير السعودية في القاهرة عام 2005.

## تعليمه
أتم دراسته الابتدائية والمتوسطة بمدارس الفلاح بجدة، وسافر إلى الإسكندرية والتحق بكلية فيكتوريا وفي عام 1953م. حصل على شهادة «المتريكوليثن» ودبلوم الدراسة الثانوية من كلية فكتوريا بالأسكندرية وعام 1954 م التحق بجامعة كاليفورنيا بالولايات المتحدة الأمريكية حيث تلقى دراسته الجامعية العليا وفي عام 1957 م حصل على شهادة «البكالوريوس» في العلاقات الدولية مع مرتبة الشرف الأولى، وفي عام 1958 م نال شهادة «الماجستير» في العلوم السياسية.

## حياته ونشأته
ولد هشام محيي الدين ناظر في مدينة جدة وأتم دراسته الابتدائية والمتوسطه بمدارس الفلاح. وتلقى تعليمه الثانوي في كلية فيكتوريا بالأسكندرية وحصل على شهادة أكسفورد وكمبردج العامة.
وأكمل دراسته الجامعية في جامعة كاليفورنيا (لوس أنجلوس) حيث حصل على البكالوريوس في العلاقات الدولية بمرتبة الشرف الأولى وذلك في عام 1957 م.
وفي عام 1958 م حصل على الماجستير في العلوم السياسية من نفس الجامعة. وحصل على درجة الدكتوراة الفخرية في القانون من جامعة كوريا وفي عام 1991م حصل على الدكتوراه الفخريه في القانون الدولي من الجامعة الأمريكية بالقاهرة.
وعلى الرغم من أنه أصبح وزيراً للبترول والثروة المعدنية في أواخر عام 1986 م إلا أن علاقته بالبترول قد بدأت قبل ذلك بكثير وبالأصح منذ تخرجه وعودته لوطنه حيث عمل آنذاك في المديرية العامة لشئون الزيت والمعادن.
وكان أول محافظ للمملكة في منظمة الدول المصدرة للبترول (أوبك) وذلك في عام 1961 م، كما عين عام 1962م وكيلاً لوزارة البترول والثروة المعدنية وهو منصب احتفظ به حتى عام 1968م.
ولقد اختاره جلالة الملك فيصل بن عبد العزيز ليكون المسؤول عن إعداد أول خطه للتنمية في المملكة العربية السعودية، حيث عينه رئيساُ للهيئة المركزية للتخطيط بمرتبة وزير في عام 1968م وكانت تلك الخطة (1970 – 1975 م) بداية الانطلاق نحو التنمية حيث وضعت الأسس الهامة للتنمية في المملكة العربية السعودية. وأصبح في عام 1971م وزير دولة وعضو مجلس الوزراء، بالإضافة إلى عمله رئيساً للهيئة المركزية للتخطيط.
وفي عام 1975 م أصبح وزيراً للتخطيط بعد أن تحولت الهيئة المركزية للتخطيط إلى وزارة، ووضع بالتالي خطط التنمية الخمس للمملكة العربية السعودية.
وفي أثناء ذلك عين في عام 1975م نائباً لرئيس الهيئة الملكية للجبيل وينبع بالإضافة إلى عمله، والتي رأسها خادم الحرمين الشريفين الملك فهد بن عبد العزيز شخصياً، والتي أنيط بها مسؤولية بناء أكبر وأحدث مدينتين صناعيتين في العالم (الجبيل وينبع) يربط بينهما أنبوبا النفط والغاز لتقوم فيهما صناعات عديدة أصبحت مصدراً مهماً للدخل.
في أواخر عام 1986م أصدر خادم الحرمين الشريفين الملك فهد بن عبد العزيز أمره الملكي بتعيين هشام ناظر وزيراً للبترول والثروة المعدنية بالإضافة إلى عمله في وزارة التخطيط بالنيابة في فترة من أصعب فترات وزاة البترول. وقد قام بإعادة هيكلت وزارة البترول التي بدأ منها إعادة عملية تنظيم بترومين فتم دمج الصناعات المتشابهة في شركات موحدة.. فتوحدت المصانع الثلاثة لزيوت التشحيم في شركه واحدة (بترولوب).. وتوحدت كذلك أعمال الإنتاج والتسويق والتوزيع والنقل لمصافي التكرير، تمهيداً لضمها مع إنتاج الخام التي تتولى مسؤوليته أرامكو السعودية.
وكان لشركة أرامكو نصيبها من هذا التطوير حيث تحولت إلى شركة سعودية بالكامل بإدارة سعودية بعد أن صدر نظامها بمرسوم ملكي بتاريخ 4/ربيع ثاني/ 1409 هـ الموافق 13/نوفمبر/1988 م وأصبح الأستاذ هشام ناظر أول رئيس مجلس إدارة سعودي لهذه الشركة.
وفي أواخر عام 2005 م عين بناءً على تكليف من خادم الحرمين الشريفين الملك عبد الله بن عبد العزيز سفيراً للمملكة العربية السعودية بالقاهرة حتى أُعفي من منصبه بسبب فيديو انتشر في الإنترنت يظهر فيه تعامله بسخرية ولامبالاة مع إحدى المواطنات السعوديات التي تطلبه سرعة إجلاء العائلات السعودية من مصر بسبب الأحوال الأمنية المتدهورة.
ومثل المملكة في العديد من المحافل الدولية وشارك في العديد من مؤتمرات القمة الخليجية والعربية.
وقد منح هشام ناظر تسعة عشر وساماً من مختلف دول العالم على رأسها وشاح الملك عبد العزيز.

## الحياة الوظيفية
في عام 1958 م التحق بالمديرية العامة لشئون الزيت والمعادن (وزارة الطاقة حالياً) حيث عمل مستشاراً، وتقلب في عدة مناصب إدارية وفنية.
2. وفي عام 1960 م أصبح مديراً للشؤون العامة بوزارة البترول والثروة المعدنية.
3. وفي عام 1961 م كان أول محافظ مثل المملكة العربية السعودية في «مجلس محافظي منظمة البلدان المصدرة للبترول».
4. وفي 19/9/1962 م صدر المرسوم الملكي الكريم بتعيينه «وكيلاً لوزارة البترول والثروة المعدنية»
وساهم في التدريس بجامعة الرياض حين إنشائها. كذلك مثل المملكة العربية السعودية في العديد من المؤتمرات الدولية التي تناوتت نواحي اقتصادية وبتروليه هامة. وإلى جانب ذلك برز لمعاليه نشاط في الحقل الأكاديمي وفي الدراسات.
5. وفي 1/2/1968 م صدر الأمر الملكي الكريم بتعيينه «رئيساً للهيئة المركزية للتخطيط» بمرتبة وزير. وقد قام بإعداد أول خطة للتنمية في المملكة العربية السعودية في عام 1970 م.
6. وفي 7/7/1971 م صدر الأمر الملكى الكريم بتعيينه وزير دولة وعضو في مجلس الوزراء بالإضافة إلى عمله رئيساً للهيئة المركزية للتخطيط.
7. وفي 13/10/1975 م صدر الأمر الملكي الكريم بتعيينه وزيراً للتخطيط (كأول وزير للتخطيط).
8. وفي 26/11/1975 م صدر الأمر الملكي الكريم بتعيينه نائباً لرئيس الهيئة الملكية للجبيل وينبع والتي كان رئيسها الملك فهد بن عبد العزيز آل سعود.
9. وفي 29/10/1986 م صدر الأمر الملكي الكريم بتعيينه وزيراً للبترول والثروة المعدنية بالنيابة ليحمل حقيبتي وزارة البترول ووزارة التخطيط معاً لمدة خمس سنوات وبقي وزيراً للبترول حتى عام 1995م.
10. وفي عام 2005 م كلف سفيراً للمملكة العربية السعودية بالقاهرة حتى أعفي من منصبه بناء على خلفيه تعامله بفوقية مع المواطنين السعوديين خلال الثورة المصرية.

## وفاته
توفي يوم السبت 14 نوڤمبر 2015 في مدينة لوس انجلوس الأمريكية بعد صراع طويل مع المرض.